# Alexie Morin
Alexie Morin, née en 1984 à Windsor, est une autrice et éditrice québécoise.

## Biographie
Alexie Morin est née en 1984 à Windsor, dans les Cantons-de-l’Est. Elle détient un baccalauréat et une maîtrise en études littéraires de l’UQAM.
Au fil des ans, elle a contribué à plusieurs revues littéraires, dont Biscuits chinois, Moebius et Liberté. Elle vit à Montréal et travaille comme éditrice pour Le Quartanier.
Elle est l’autrice de quatre livres : les recueils Chien de fusil et Scénario catastrophes, le roman court Royauté et le roman Ouvrir son cœur.

## Œuvres

### Poésie
- Chien de fusil, recueil de poésie, Le Quartanier, Coll. « Série QR », 2013  (ISBN 978-2-89698-072-7)
- Scénarios catastrophes, recueil de poésie, Le Quartanier, Coll. « <Série QR> », 2024  (ISBN 978-2-89698-636-1)

### Romans
- Ouvrir son cœur, roman, Le Quartanier, Coll. « Série QR », 2018  (ISBN 9782896981434)

### Nouvelles
- Royauté, novella, Le Quartanier, Coll. « Série Nova », 2013  (ISBN 978-2-896981-43-4)

## Prix et honneurs
- 2019:  Ouvrir son cœur est nommé grand gagnant dans la catégorie Roman québécois lors du Gala des Prix des libraires du Québec[5].
- 2020: Finaliste au Prix littéraire des collégiens pour Ouvrir son cœur[6].